# Gemini 8
För andra betydelser, se Gemini.

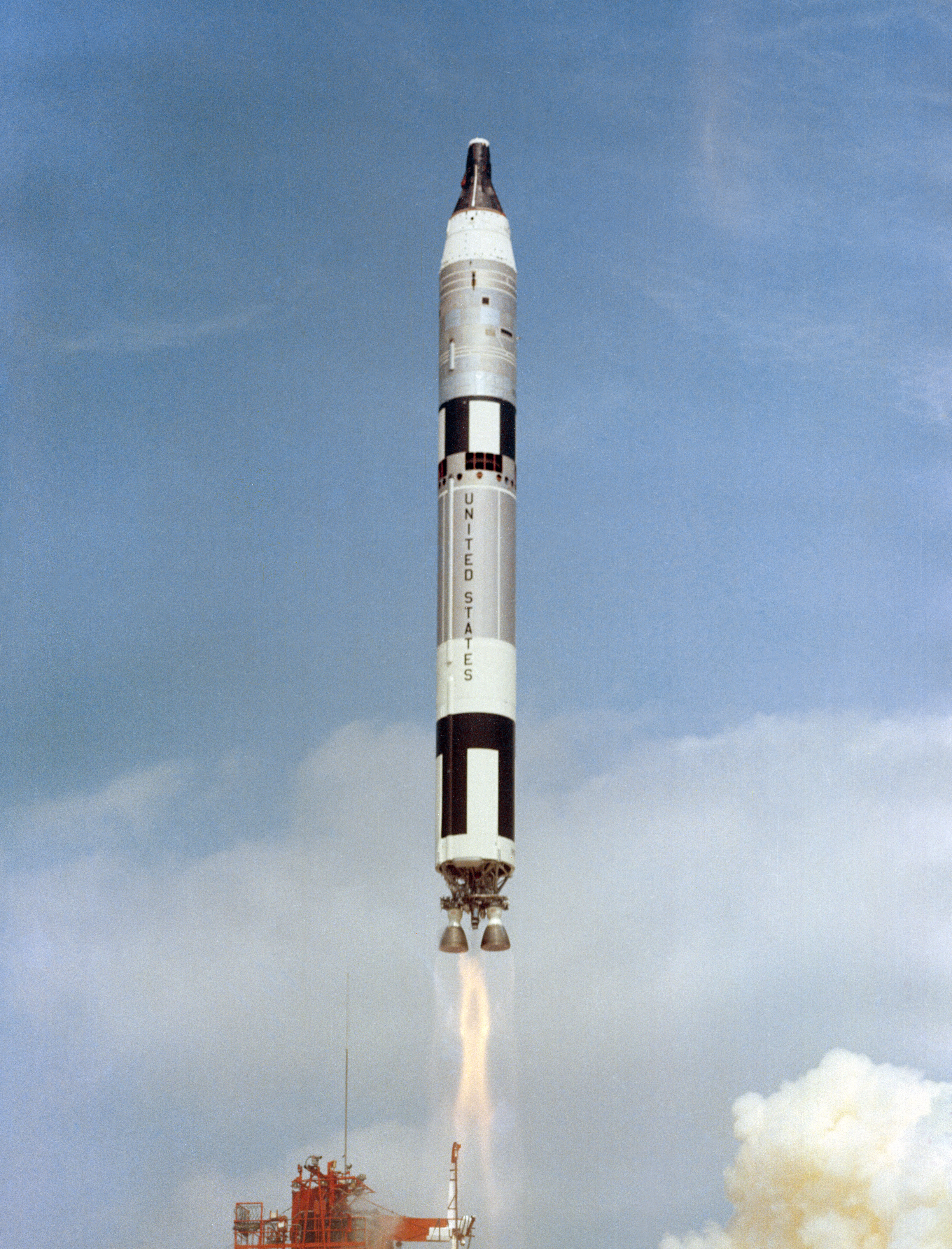
Gemini 8 lyfter från startplattan

Gemini 8 var Nasas sjätte bemannade färd i Geminiprogrammet och tolfte bemannade färden allt som allt. Astronauterna Neil Armstrong och David R. Scott utgjorde farkostens besättning. Färden genomfördes 16–17 mars 1966 och varade i 10 timmar 41 minuter och 26 sekunder. De lyckades utföra den första dockningen mellan två rymdfarkoster (Geminikapsel och Agenaraket). Farkosten sköts upp med en Titan II-raket från Cape Kennedy Air Force Station.

## Dockning
Strax efter dockningen blev man tvungen att avbryta den, på grund av en trasig styrraket som försatte farkosten i en farlig rotation. Behärskningen Neil Armstrong uppvisade då han lyckades häva rotationen, vilken stegrades till ett varv per sekund som mest, tros ha varit en starkt bidragande orsak till att han valdes ut som befälhavare på det prestigefyllda uppdraget Apollo 11, den första månlandningen.

### Fotnoter
1. ↑  ”NASA Space Science Data Coordinated Archive” (på engelska). NASA. https://nssdc.gsfc.nasa.gov/nmc/spacecraft/display.action?id=1966-020A. Läst 27 mars 2020.